# Pyrgeia
Pyrgeia is een geslacht van vlinders van de familie uilen (Noctuidae), uit de onderfamilie Noctuinae.

## Soorten
- P. huertai Köhler, 1953
- P. rungsi Köhler, 1959